# My December
My December — третий студийный альбом американской певицы Келли Кларксон. Альбом был выпущен 22 июня 2007 года на лейбле RCA]. Келли подтвердила название альбома в своем журнале на сайте фан-клуба 27 февраля 2007 года. С момента своего выпуска, "My December" продан в размере одиного миллиона копий в США и был сертифицирован как платиновый. Он также был сертифицирован платиной в других странах, включая Канаду и Австралию. Альбом был признан читателями журнала "Billboard" пятым лучшим альбомом 2007 года. . В Австралии альбом занял 53 место по итогам 2007 года. Критики отметили более сильное рок-влияние на альбоме по сравнению с предыдущим альбомом Кларксон Breakaway (2004).

## Информация об альбоме

### Развитие
Кларксон начала писать и записывать песни для грядущего альбома "My December" во время международного тура "Breakaway World Tour". В одном из интервью Кларксон рассказала:
"Мне было так плохо. Мое тело и эмоции истощались. Я пыталась преодолеть это. Я не видела своих друзей и семью некоторое время, и от этого становилось так неприятно, потому что я была так занята. Я путешествовала, а потом еще было добавлено в расписание. Это просто хаотично. Мне было 24 года и это довольно молодой возраст, чтобы нести такую большую ответственность. И это меня накрыло. Я не могла улыбаться. Я ничего не могла сделать. Я сломалась. Я так плакала, что не могла говорить. Я так устала. Я была измотана. Я не хотела ничего делать, не хотела улыбаться - я не хотела притворяться. Я только что сломалась. ... Это был самый хужший период моей жизни и моей карьеры".
В этот период Кларксон написала песни, которые в конечном итоге станут частью ее альбома "My December". Общее настроение My December более депрессивно, певица сравнила процесс написания песен с «бесплатной терапией». Эти чувства вдохновили на написание песни "Irvine", которая рассказывает о том, когда она была в Ирвине, штат Калифорния. Песня «Irvine» позже будет использоваться в пятом сезоне «One Tree Hill» премьерного эпизода под названием «4 года, 6 месяцев, 2 дня».

### Конфликт с Sony BMG
Руководство Sony BMG было разочаровано после прослушивания альбома, что привело к конфликту между лейблом и певицей, поскольку Келли Кларксон не желала менять записанный материал. Клайв Дэвис, как сообщается, хотел, чтобы Келли внесла значительные изменения в альбом. При этом ходили слухи, что он даже хочет удалить весь альбом и сделать так, чтобы она записала весь новый материал. Кларксон по сообщениям отказалась изменять любой материал. Первоначально эти слухи были опровергнуты представителями лейбла RCA, так и исполнительным продюсером Клайвом Дэвисом, причем Дэвис специально заявил, что Келли Кларксон является «одним из четырех лучших артистов в Sony-BMG» и хотел, чтобы к ней относились так.
Американский судья "American Idol" Саймон Коуэлл прокомментировал ситуацию в выпуске журнала "Entertainment Weekly", сказав:
Келли не марионетка. Она не любит, когда ей говорят, что делать. Она могла бы пойти легким путем, то есть пойти дальше с Максом Мартином - это гарантированный успех. Она ясно дала понять, что хочет управлять музыкальным направлением на этой записи. Вы просто должны сказать: «Знаете что? Эта девушка дала нам миллионы и миллионы продаж. Вы должны дать ей такую возможность. Если получится, фантастика. Если она решит, что хочет сделать поп-альбом, каждый хороший автор и продюсер захочет работать с ней, потому что Келли будет только 30 лет. Сейчас у нее один из лучших поп-голосов в мире. То, что она продала в Великобритании, Европе, Азии, не имело никакого отношения к "American Idol". Это было связано с тем, что она сделала отличную запись, и у нее невероятный голос. Она не девушка, которой повезло в конкурсе талантов, это нам повезло найти ее.
Спор на короткое время затих, но возобновился, когда Кларксон отменила тур на «My December» и уволила своего менеджера Джеффа Кватинца.
Продюсеры посчитали, что альбом вышел «слишком негативный» и печальный; певица же несколько раз заявляла, что осознаёт, что My December не станет таким же хитом продаж, как её предыдущий альбом Breakaway; она сравнила My December с альбомом Брюса Спрингстина 1982 года Nebraska, который был явно антикоммерческим, но заработал высокую репутацию и стал, как охарактеризовала Келли Кларксон, «авторским альбомом». Несмотря на скандалы, связанные с My December, он получил, в основном, положительные отзывы от критиков:. Allmusic и Rolling Stone оставили негативные отзывы.
Через несколько недель после выхода "My December" Кларксон публично заявила, что все разногласия относительно ее «вражды» с ее лейблом были «раздуты до предела». В заявлении на своем сайте Кларксон заявил:
Было много споров вокруг выпуска альбома "My December". Большая часть которых была сосредоточена на предполагаемой вражде с моим лейблом, в частности, с Клайвом Дэвисом. Я хочу прямо заявить об этом, что хочу, чтобы моя группа, мои советники, близкие мне люди и мой лейбл были одной большой, дружной семьёй. Как и в любой семье, мы будем иногда не соглашаться и спорить, но, в конце концов, это уважение и восхищение, которые будут держать нас вместе. В прессе много говорилось о моих отношениях с Клайвом. Многое из этого было вырвано из контекста. Вопреки недавним публикациям в прессе, я хорошо знаю, что Клайв - один из величайших музыкантов всех времен. Он был ключевым советником и был важной силой в моем успехе на сегодняшний день. Он также дал мне уважение, выпустив мой новый альбом, когда он не был обязан сделать это. Я действительно сожалею о том, как это получилось, и я прошу прощения у тех, кому я оказала медвежью услугу. Я бы никогда никого не обидела. Я люблю музыку и люблю людей, с которыми мне посчастливилось работать. Я счастлива, что моя команда позади, и я с нетерпением жду будущего

## Выпуск и продвижение
My December вышел 26 июня 2007 года в странах Северной Америки, хотя ранее в некоторых интервью и пресс-релизах называлось 24 июля. Предполагалось, что далее в июле последует тур в поддержку альбома My December Tour, однако он был отменён из-за низких продаж билетов; по словам певицы причинами стало то, что тур был объявлен на слишком ранние сроки, когда практически никто ещё не знал об альбоме. Тур был перенесён на осень, а концерты были проведены менее масштабно, чем изначально предполагалось. Альбом был выставлен для предварительного заказа в iTunes 12 июня, включая предложение от "Ticketmaster" о предпочтительном месте для предстоящего тура. Однако предложение было снято после отмены тура. Сам альбом остался доступным для предварительного заказа. Также было выпущено расширенное издание с дополнительными песнями и созданием видео альбома.
23 июля 2007 альбом вышел в Австралии, а 25 июля — в Великобритании.

### My December Tour
Кларксон объявила на своем веб-сайте, что «My December Tour» начнется 11 июля 2007 года в Портленде, штат Орегон. Тур состоял из 37 концертов по США и Канаде. Мэт Кирни должен был выстпупать на разогреве ].
Однако 14 июня 2007 года тур был отменен. Генеральный директор "Live Nation" Майкл Рапино заявил, что продажа билетов оказалась не такой, как ожидалось, и было принято решение отменить тур.
Позже Келли Кларксон на своем официальном сайте сообщила, что новый тур обязательно состоится.
4 сентября 2007 года на Billboard.com было объявлено о новом туре «My December Tour» в Северной Америке. Кларксон должна была сыграть 26 концертов на площадках с 3000 до 7500 мест, а не на запланированных ранее аренах. Тур по городу начался в Вероне, штат Нью-Йорк, 10 октября 2007 года и завершился в Нэшвилле, штат Теннесси, 3 декабря 2007 года.

## Синглы
"Never Again" был выпущен как первый сингл с альбома "My December". Кларксон подтвердила его релиз на своем официальном сайте 4 апреля 2007 года  Сингл был представлен в эфире радиопрограммы «KIIS-FM» в Лос-Анджелесе «102,7» с Райаном Сикрестом 13 апреля 2007 года. Песня была выпущена в iTunes Store 20 апреля 2007 года и был постоянно доступен для продажи 24 апреля 2007 года. Он дебютировал и достиг максимума под номером восемь в чарте "Billboard Hot 100", но в отличие от своих предыдущих синглов, он столкнулся с сопротивлением на радио. Радиостанции негативно восприняли релиз, некоторые из них вообще отказались добавлять песню в ротацию По состоянию на май 2010 года песня была продана в количестве более одного миллиона цифровых загрузок.
Кларксон подтвердила "Sober" как второй сингл с "My December" в своем журнале и в официальном фан-клубе Келли Кларксон. Песня была выпущена в эфир 6 июня 2007 года. Эксперты заявили, что "Sober" был решающим синглом для Келли Кларксон, поскольку сингл "Never Again" попал в чарты только благодаря сильным цифровым загрузкам. «Never Again» имел плохую радиоротацию и это была одна из причин, по которой «Sober» был выпущен так скоро после «Never Again» (чуть более пяти недель спустя и трех недель до выхода альбома). К сожаление сингл "Sober" не смог поддержать продажи альбома и по сути провалился.На данный момент этот сингл является наименее успешный в картере Кларксон в США. После этого провала продажи альбома "My December" в США в основном прекратились, и больше не было выпущено ни одного сингла в США.
"One Minute" удалось получить в эфир в Австралии, что привело к тому, что лейбл официально выпустил его как второй сингл. Сингл CD был выпущен 22 сентября 2007 года. Тем не менее, в конечном итоге он не смог добиться существенного успеха в Австралии, стартов в чарте страны на 36 месте, прежде чем быстро вылететь. 
"Don't Waste Your Time" был выпущен как третий и последний сингл. Он был выпущен в нескольких европейских странах через iTunes в ноябре 2007 года. Он был выпущен в качестве компакт-диска в Германии в декабре 2007 года. Он также был выпущен в Австралии в феврале 2008 года. Был выпущен музыкальный клип для продвижения песни. сочетая реальную жизнь изображения и компьютерную анимацию.

## Критический прием
| Оценки критиков      | Оценки критиков |
| Источник             | Оценка          |
| -------------------- | --------------- |
| About.com            | [ 39 ]          |
| AllMusic             | [ 40 ]          |
| The Boston Globe     | (mixed)         |
| Entertainment Weekly | B+              |
| The Guardian         | [ 43 ]          |
| Rolling Stone        | [ 44 ]          |
| Slant Magazine       | [ 45 ]          |
| Spin                 | (7/10)          |
| Sputnikmusic         | [ 47 ]          |
| Stylus Magazine      | B               |

Первый сингл "Never Again", несмотря на дебют в первой десятке Billboard Hot 100, благодаря сильным цифровым продажам, так и не достиг существенной трансляции. Относительно не плохие трансляции ему удалось получить через пару недель после его выпуска. В целом продажи альбома на первой неделе сопоставимы с продажами первых двух альбомов Кларксон. Было высказано предположение, что столь значительный спор между Кларкосн и ее лейблом в итоге сказались на продажах альбома. Несмотря на споры вокруг "My December", альбом получил довольно положительные отзывы от музыкальных профессионалов и критиков. Альбом набрал 64/100 баллов на "Metacritic", что указывает на в целом положительные отзывы. Журнал "Slant Magazine" оценил альбом "My December" в основном позитивно. Альбом получил оценку 3,5/5 звезд." Газета "The Times" пишет: «У Келли Кларксон есть смелость, и она не беспокоится о том, кто, что думает ... Ее дар - находить источник жизненной силы в абсолютной мейнстримовой, приятной для людей поп-музыке, которая по своей природе нарушает стилистические правила в пользу смайликов из сороки, смелых ассигнования и счастливые случайности."
"AllMusic" дал более теплый отзыв, поставив альбому 3/5 звезд, заявив: «Это то, что Келли хотела сделать, поэтому на этом уровне это успех, и тот, который слушает альбом разделяют ее точку зрения (и, вполне вероятно, ее ровесники), но для всех остальных "My December" - разочарование ". Комментируя вражду Кларксон с ее звукозаписывающим лейблом, они также утверждали: «"My December" доказывает, что оба лагеря были правы. Так Дэвис был прав, что здесь нет больших кроссоверных хитов, но также верно, что это артистический ход, который Кларксон должна была сделать. Если оставить ее наедине с Дэвисом, она просто станет еще одним вокалистом, поющим профессиональный продукт». Журнал "Роллинг Стоун" дал похожий теплый отзыв."

## Коммерческий прием
"My December" был не только одним из самых продаваемых альбомов недели, но и продавался быстрее чем ее предыдущий альбом Breakaway (который достиг третьего места в чарте альбомов США Billboard 200). Альбом дебютировал со второй строчки в Соединенных Штатах с продажами около 291 000 копий на первой неделе, что всего на 6000 копий меньше, чем дебютный альбом Кларксон Thankful. Он последовал за альбомом "Hannah Montana 2: Meet Miley Cyrus", которая продала около 326 000 экземпляров на этой неделе. Альбом был сертифицирован платиновым в Соединенных Штатах RIAA 12 декабря 2007 года. Альбом занял 66-е место по итогам 2007 года в США ,, а сама Кларксон была заняла 63 место в списке самых продаваемых артистов 2007 года в Соединенных Штатах .
Альбом также стартовал со второго места в Великобритании, продав 40 509 экземпляров за первую неделю. Альбом в конце концов упал до девятого на второй неделе и двадцатого на третьей неделе. В Австралии альбом дебютировал и достиг наивысшей 4 позиции, продержался в топ-20 в течение 5 недель и покинул его спустя 18 недель.
По состоянию на сентябрь 2017 года в США альбом был продан в размере 858 000 экземпляров.

## Список композиций
| №                   | Название                | Автор(ы)                                                 | Длительность |
| ------------------- | ----------------------- | -------------------------------------------------------- | ------------ |
| 1.                  | «Never Again»           | Clarkson, Jimmy Messer                                   | 3:37         |
| 2.                  | «One Minute»            | Clarkson, Kara DioGuardi, Chantal Kreviazuk, Raine Maida | 3:05         |
| 3.                  | «Hole»                  | Clarkson, Messer, Dwight Baker                           | 3:02         |
| 4.                  | «Sober»                 | Clarkson, Aben Eubanks, Calamity McEntire, Messer        | 4:52         |
| 5.                  | «Don't Waste Your Time» | Clarkson, Messer, Malcolm Pardon, Fredrik Rinman         | 3:36         |
| 6.                  | «Judas»                 | Clarkson, Messer, Baker, David Kahne                     | 3:37         |
| 7.                  | «Haunted»               | Clarkson, Messer, Jason Halbert                          | 3:19         |
| 8.                  | «Be Still»              | Clarkson, Eubanks                                        | 3:25         |
| 9.                  | «Maybe»                 | Clarkson, Messer, Eubanks                                | 4:23         |
| 10.                 | «How I Feel»            | Clarkson, Messer, Baker, Kahne                           | 3:41         |
| 11.                 | «Yeah»                  | Clarkson, Messer, Pardon, Rinman                         | 2:43         |
| 12.                 | «Can I Have a Kiss»     | Clarkson, Messer, Baker                                  | 3:32         |
| 13.                 | «Irvine»                | Clarkson, Eubanks                                        | 8:48         |
| Общая длительность: | Общая длительность:     | Общая длительность:                                      | 51:37        |

| №   | Название                              | Автор(ы)                | Длительность |
| --- | ------------------------------------- | ----------------------- | ------------ |
| 14. | «Dirty Little Secret»                 | Clarkson, Messer        | 3:34         |
| 15. | «Never Again» (Dave Audé Radio Remix) | Clarkson, Messer        | 4:11         |
| 16. | «Never Again» (Dave Audé Club Mix)    | Clarkson, Messer        | 7:55         |
| 17. | «Not Today» (pre-order only)          | Clarkson, Kahne, Messer | 3:30         |

| №   | Название | Автор(ы)                        | Длительность |
| --- | -------- | ------------------------------- | ------------ |
| 15. | «Fading» | Clarkson, Pardon, Rinman, Kahne | 2:52         |

## Чарты

### Недельные чарты
| Чарты (2007)                         | Пик позиция |
| ------------------------------------ | ----------- |
| Австралия (ARIA)                     | 4           |
| Австрия (Ö3 Austria)                 | 8           |
| Бельгия (Ultratop Фландрия)          | 23          |
| Бельгия (Ultratop Валония)           | 62          |
| Канада (Canadian Albums) (Billboard) | 2           |
| Чехия (ČNS IFPI)                     | 33          |
| Дания (Tracklisten)                  | 17          |
| Нидерланды (MegaCharts)              | 7           |
| Эстония                              | 36          |
| Финляндия (Suomen virallinen lista)  | 19          |
| Франция (SNEP)                       | 180         |
| Германия (Offizielle Top 100)        | 5           |
| Греция (IFPI)                        | 16          |
| Ирландия (IRMA)                      | 2           |
| Япония Oricon                        | 42          |
| Мексика (Top 100 Mexico)             | 27          |
| Новая Зеландия (RIANZ)               | 8           |
| Польша (ZPAV)                        | 39          |
| Шотландия (OCC)                      | 3           |
| Швеция (Sverigetopplistan)           | 38          |
| Швейцария (Schweizer Hitparade)      | 5           |
| Великобритания(OCC)                  | 2           |
| США (Billboard 200)                  | 2           |

## Сертификация
| Регион                                                      | Сертификация | Продажи    |
| ----------------------------------------------------------- | ------------ | ---------- |
| Австралия (ARIA)                                            | Золотой      | 35 000^    |
| Канада (Music Canada)                                       | Платиновый   | 100 000^   |
| Ирландия (IRMA)                                             | Золотой      | 7500^      |
| Республика Корея                                            | —            | 2,138      |
| Великобритания (BPI)                                        | Золотой      | 156,000    |
| США (RIAA)                                                  | Платиновый   | 1 000 000^ |
| ^ Данные о тиражах приведены только на основе сертификации. |              |            |

## История выпуска
| Страна         | Дата         | Лейбл                         | Формат              | Каталог     | Прим.  |
| -------------- | ------------ | ----------------------------- | ------------------- | ----------- | ------ |
| Бразилия       | 22 июня 2007 | Sony BMG                      | CD digital download | 88697069002 | [ 76 ] |
| Европа         | 22 июня 2007 | Sony BMG                      | CD digital download | 88697069002 | [ 77 ] |
| Австралия      | 23 июня 2007 | Sony BMG                      | CD digital download | 8869706902  | [ 78 ] |
| Венесуэла      | 23 июня 2007 | Sony BMG                      | CD digital download | 8869706902  | [ 78 ] |
| Китай          | 25 июня 2007 | RCA                           | CD digital download | 88697069002 | [ 79 ] |
| Япония         | 25 июня 2007 | Sony BMG                      | CD digital download | BVCP 24121  | [ 80 ] |
| Мексика        | 25 июня 2007 | Sony BMG                      | CD digital download | B00CIOFWPY  | [ 81 ] |
| Польша         | 25 июня 2007 | Sony BMG                      | CD digital download | 88697069002 | [ 77 ] |
| Великобритания | 25 июня 2007 | RCA                           | CD digital download | 88697069002 | [ 82 ] |
| Ирландия       | 25 июня 2007 | RCA                           | CD digital download | 88697069002 |        |
| Канада         | 26 июня 2007 | Sony BMG                      | CD digital download | 88697069002 | [ 83 ] |
| США            | 26 июня 2007 | RCA 19 Recordings]] S Records | CD digital download | н/д         | [ 84 ] |
| Таиланд        | 5 июля 2007  | Sony BMG                      | CD digital download | н/д         | [ 85 ] |